# Srednja vas pri Šenčurju
Srednja vas pri Šenčurju je naselje u slovenskoj Općini Šenčuru. Srednja vas pri Šenčurju se nalazi u pokrajini Gorenjskoj i statističkoj regiji Središnja Slovenija. 

## Stanovništvo
Prema popisu stanovništva iz 2002. godine naselje je imalo 487 stanovnika.